# Wagenhofen (Rohrenfels)
Wagenhofen ist ein Pfarrdorf und Ortsteil von Rohrenfels im Landkreis Neuburg-Schrobenhausen, der zum Regierungsbezirk Oberbayern in Bayern gehört. Zur Gemarkung gehören noch das Dorf Ergertshausen, der Weiler Neustetten sowie die Einöde Doferhof.

## Geographie

### Lage
Wagenhofen liegt nordöstlich von Rohrenfels am Westrand des Donaumooses. Ergertshausen und der Doferhof liegen westlich von Wagenhofen, Neustetten östlich.
Verkehrstechnisch liegt Wagenhofen direkt an der nordöstlich-südwestlich verlaufenden Staatsstraße 2035 von Neuburg an der Donau nach Augsburg. Von Wagenhofen aus führt die Staatsstraße 2046 durch den Ortsteil Neustetten und weiter in südöstlicher Richtung über Königsmoos und Berg im Gau nach Mühlried bei Schrobenhausen, wo sie in die B 300 einmündet.

### Nachbarorte
Die Nachbarorte sind im Südwesten der Hauptort Rohrenfels, im Westen der Oberhausener Ortsteil Sinning, im Nordwesten Oberhausen, im Norden Ballersdorf und die Neuburger Ortsteile Sehensand, Gnadenfeld (Kahlhof), Hardt und das mit Neustetten zusammengewachsene Altmannstetten und im Osten die Königsmooser Ortsteile Obermaxfeld und Rosing.

## Geschichte

### Wagenhofen
Östlich von Wagenhofen befinden sich auf flachen Sandbuckeln Siedlungsplätze aus der Mittelsteinzeit.

Erstmals wird Wagenhofen 1280 als Wägunhofen und im herzoglich-bayerischen Besitz erwähnt. Im 14. und 15. Jahrhundert waren dann weitere Grundherren die Gumppenberger aus Pöttmes, die Pfarrkirche Sankt Maria in Neuburg an der Donau und das Benediktinerinnenkloster ebenfalls aus Neuburg. 1505 bis 1808 gehörte Wagenhofen zum Fürstentum Pfalz-Neuburg.

### Ergertshausen
Das Dorf Ergertshausen wird urkundlich 1275 erstmals erwähnt. Es gehörte im Mittelalter zum Herzogtum Bayern und von 1505 bis 1808 zum Fürstentum Pfalz-Neuburg. Am 25. Februar 1945 kamen fünf Personen bei einem Bombenangriff ums Leben, drei Anwesen wurden ganz und sieben teilweise zerstört.

### Neustetten
Der Weiler Neustetten wurde erst 1840 gegründet und nach dem benachbarten Altmannstetten benannt; letzteres Dorf gehörte 1850 bis 1913 zu Wagenhofen und kam dann zu Feldkirchen.

### Doferhof
Der Doferhof war ein Gutshof und wurde erstmals 1214 unter Toueram als Besitz der Pappenheimer benannt. 1280 gehörte er dann ebenfalls den bayerischen Herzögen. Ab 1505 gehörte das Gut der fürstlichen Hofkammer Neuburg. Im Jahr 1624 wurde der berühmte italienische Hofkapellmeister Biagio Marini durch den Pfalzgrafen Wolfgang Wilhelm mit dem Doferhof belehnt.

### Pfarrei
Die katholische Pfarrkirche Sankt Martin in Wagenhofen ist eine frühgotische Chorturmkirche und wurde 1937 verlängert. Zur Pfarrei gehören die Ortschaften Ballersdorf, Altmannstetten, Sehensand, Hardt, Neustetten und Gnadenfeld (Kahlhof). Ergertshausen und der Doferhof gehören zur Pfarrei Mariä Heimsuchung in Rohrenfels. Beide Pfarreien gehören zur Pfarreiengemeinschaft Neuburg an der Donau.

### Gemeinde
Bis zum 1. Juli 1972 gehörte die selbstständige Gemeinde Wagenhofen mit ihren Ortsteilen zum Landkreis Neuburg an der Donau und fiel dann im Zuge der Gebietsreform in Bayern an den vergrößerten Landkreis Neuburg an der Donau, der am 1. Mai 1973 den Namen Landkreis Neuburg-Schrobenhausen erhielt. Am 1. Mai 1978 wurde der Ort in die Gemeinde Rohrenfels eingegliedert.